# Алапаха (Џорџија)
Алапаха (енгл. Alapaha) град је у америчкој савезној држави Џорџија. По попису становништва из 2010. у њему је живело 668 становника.

## Демографија
Према попису становништва из 2010. у граду је живело 668 становника, што је 14 (2,1%) становника мање него 2000. године.
| Група             | 2000.       | 2010.       |
| Белци             | 248 (36,4%) | 233 (34,9%) |
| Афроамериканци    | 428 (62,8%) | 411 (61,5%) |
| Азијати           | 0 (0,0%)    | 1 (0,1%)    |
| Хиспаноамериканци | 0 (0,0%)    | 23 (3,4%)   |
| Укупно            | 682         | 668         |